# Кальош
 Тази статия е за обезлюденото село в Гърция.  За френския хуморист вижте Колюш.  
Кальош или Колюш (на гръцки: Κλειστά, Клиста, до 1927 година, Κολιούς, Колюс) е обезлюдено село в Република Гърция, разположено на територията на дем Драма, област Източна Македония и Тракия.

## География
Колюш се намира на югозападните склонове на Родопите и попада в историко-географската област Чеч. Част от Кальош е махалите Щръклово (Στρκλοβο) и Хойница. Глум също спада към Кальош, но е обособено като отделно селище. Съседните му села са Либан, Русково, Бичово, Орхово, Глум и Ловчища. Теренът в землището на селото е планински, като надморската височина е около 900 метра.

## История

### Етимология
Според Йордан Заимов етимологията на името е стар славянски модел, засвидетелстван още у Прокопий Кесарийски Κάλις = *кальшь, новобългарско Калеш, Ботевградско с 'о от è в говора.

### В Османската империя
В съкратен регистър на тимари, зиамети и хасове в ливата Паша от 1519 година село Колош е вписано както следва - мюсюлмани: 16 домакинства, неженени - 14; немюсюлмани: 14 домакинства, вдовици - 3. В подробен регистър на тимари, зиамети, хасове, чифлици, мюлкове и вакъфи в казите и нахиите по териториите на санджака Паша от 1524-1537 година от село Колош са регистрирани мюсюлмани: 11, неженени - 12; немюсюлмани: 8. В съкратен регистър на санджаците Паша, Кюстендил, Вълчитрън, Призрен, Аладжа хисар, Херск, Изворник и Босна от 1530 година са регистрирани броят на мюсюлманите и немюсюлманите в населените места. Регистрирано е и село Колош с мюсюлмани: 10 домакинства, неженени - 12, акънджии - 1; немюсюлмани: 8. В подробен регистър на санджака Паша от 1569-70 година е отразено данъкоплатното население на Колюш както следва: мюсюлмани - 35 семейства и 27 неженени. В подробен регистър за събирането на данъка авариз от казата Неврокоп за 1723 година от село Колош заедно с махалата Корите и други) са зачислени 38 мюсюлмански домакинства.
Според Стефан Веркович към края на XIX век Колюш (посочено като три махали: Жами-Калюш Махале, Каръ Калюш и Саиз Калюш) има помашко мъжко население 331 души, което живее в 78 къщи или 84, 145, 102 души и 8, 40 и 30 души.
Съгласно статистиката на Васил Кънчов („Македония. Етнография и статистика“) към 1900 година в Колюш живеят 380 българи мохамедани. Пак Кънчов в книгата си „Пътуване по долините на Струма, Места и Брегалница. Битолско, Преспа и Охридско“ споменава Колюш като село с 60 домакинства. Той отбелязва още, че селата Хойница, Щърклюу и Глум влизат в състава на Колюшката община. Хойница и Щърклово другаде не са дадени като отделни селища, а Кънчов посочва, че в двете има съответно 60 и 10 къщи, което общо с Колюш прави 130 къщи.
При избухването на Балканската война в 1912 година един човек от Кальош е доброволец в Македоно-одринското опълчение.

### В Гърция
През войната в селото влизат български войски, но след Междусъюзническата война селото остава в Гърция. 
Според гръцката статистика, през 1913 година в Колюш (Κολιούς) живеят 403 души.
През 1923 година жителите на Колюш са изселени в Турция. През 1927 година името на селото е сменено от Колюс (Κολιούς) на Клиста (Κλειστά), което в превод означава „затворен“. През 1928 година в Колюш са заселени 20 гръцки семейства със 74 души - бежанци от Турция. Селото е обезлюдено по време на Гражданската война в Гърция.
| Година    | 1913 | 1920 | 1928 | 1940 | 1951 | 1961 | 1971 | 1981 | 1991 | 2001 | 2011 | 2021 |
| --------- | ---- | ---- | ---- | ---- | ---- | ---- | ---- | ---- | ---- | ---- | ---- | ---- |
| Население | 403  | 272  | 78   | 176  |      |      |      |      |      |      |      |      |

## Личности
Родени в Кальош
- Георги Иловайски (1893 – ?), македоно-одрински опълченец, 3 рота на 10 прилепска дружина[16]